# 十日市場駅 (山梨県)

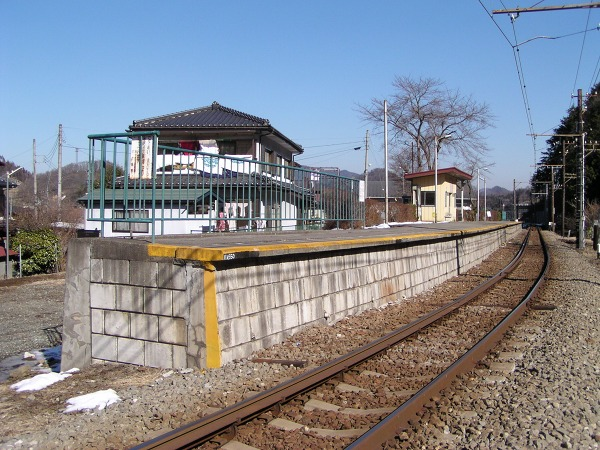
プラットホーム（2006年2月）

十日市場駅（とおかいちばえき）は、山梨県都留市十日市場にある富士山麓電気鉄道富士急行線の駅である。駅番号はFJ09。 

## 歴史
- 1929年（昭和4年）6月19日：開業。
- 2015年（平成27年）3月14日：ICカード「Suica」の利用が可能となる[1]。
- 2022年（令和4年）4月1日：富士急行の鉄道事業分割に伴い、富士山麓電気鉄道の駅となる[2]。

## 駅構造
単式ホーム1面1線を有する地上駅である。線路はほぼ東西に走りホームは線路の北側に設けられている。ホームの中ほどには待合所が設置され、その脇に駅出入口がある。無人駅で自動券売機は設置されてないが、乗車駅証明書発行機・簡易Suica改札機が設置されている。駅前は急斜面の道路であり、下ると国道139号に出る。

## 利用状況
2013年度（平成25年度）の1日平均乗降人員は123人である。

## 駅周辺
駅の都留文科大学前方で線路は桂川を渡るが、その下に蒼竜峡の渓谷美を眺めることができる。この景色はホームの都留文科大学前方の端からも見ることができる。蒼竜峡は、当駅の附近から上流1.5キロメートルほどのところまでの桂川に展開しており、その名は徳富蘇峰によって付けられたものである。
駅から西、桂川下流へ200メートルほど行ったところの桂川には田原の滝がある。柱状節理の発達した岩の上を数段になって水が落ちており、この滝を詠んだものとされる松尾芭蕉の俳句が刻まれた石碑が佐伯橋のたもとに建てられている。
- 都留市総合運動公園
- 国道139号

## バス路線
「十日市場駅前」バス停から予約型乗合タクシー「つる〜と東桂」が利用できる（事前に電話予約が必要）。

## 隣の駅
富士山麓電気鉄道
■富士急行線
都留文科大学前駅 (FJ08) - 十日市場駅 (FJ09) - 東桂駅 (FJ10)